# Destiny (Computerspiel)
Destiny (englisch für: Schicksal oder Bestimmung) ist ein von Bungie entwickelter Ego-Shooter („Loot-Shooter“) für Konsolen. Nach Eigendarstellung des Publishers Activision handelt es sich um den „ersten Shared-World-Shooter“.

## Handlung
Die Science-Fantasy-Geschichte spielt in der post-apokalyptischen Zukunft etwa 1000 Jahre nach unserer Zeit. Zu Anfang der Geschichte erreichte der sogenannte „Reisende“, eine riesige lebende kugelförmige Maschine, das Sonnensystem. Dabei folgte ihm eine böse außerirdische Macht, die sogenannte „Dunkelheit“ und ihre Brut, die Schar. Mit ihr folgten einige andere außerirdische Rassen. Nach der Ankunft des Reisenden auf der Erde beginnt das „Goldene Zeitalter“. Die Menschen lebten länger, es wurden bahnbrechende Technologien entwickelt und allgemein befand sich die Menschheit auf einem Höhepunkt ihrer Zivilisation. Die Menschen kolonialisierten das Sonnensystem, die Venus, den Mars und den Mond. Die feindlichen Aliens löschten diese Kolonien komplett aus und vernichteten dort jegliches menschliche Leben. Nach einer großen Schlacht auf der Erde konnte sich die Menschheit nur noch mit einem Bruchteil ihres ehemaligen Fortschritts in der „letzten Stadt auf Erden“ niederlassen. Der Reisende wurde jedoch verletzt und erschuf mit letzter Kraft, bevor er „einschlief“, die Geister aus „Licht“.
Die Geister sind eine Art fliegende Drohnen, welche sprechen und menschlich denken können, jedoch ebenfalls einen Hochleistungs-Computer besitzen. Sie suchen sich lang Verstorbene aus, welche anscheinend besonders mächtig sind und das „Licht“ besitzen, um sie zu reanimieren und als Hüter zum Turm, einer Art Kommando-Zentrale in der Stadt, zu bringen. Dort halten sie sich auf und werden ausgestattet. Die Hüter machen sich auf den Weg, um in unserem Sonnensystem vor allem auf der Venus und dem Mars, verstreute mächtige Artefakte zu bergen, deren Fähigkeiten der Menschheit im Krieg weiterhelfen sollen. Waffen und Munition können von den Außerirdischen selbst erbeutet werden, die ebenfalls aus mehreren Klassen bestehen: Gefallene, Schar, Vex, Kabale und Besessene. Einzelspiel ist zwar möglich, allerdings muss man mit dem Internet verbunden sein, um das Spiel zu spielen; kooperatives Gruppenspiel wird daher nahegelegt.

### Hüterklassen
In Destiny gibt es neben den bereits erwähnten Rassen auch drei spielbare, sich spielerisch unterscheidende Hüterklassen:
- den schwer gepanzerten „Titan“, der nahkampforientierte Fähigkeiten aufweist

Unterklassen: Stürmer, Verteidiger, Sonnenbezwinger
- den beweglicheren Jäger („Hunter“), der eher für Angriffe aus dem Hinterhalt geeignet ist

Unterklassen: Revolverheld, Klingentänzer, Nachtpirscher
- den „Warlock“, der mit diversen magischen Fähigkeiten in seinem Repertoire aufwartet

Unterklassen: Leereläufer, Sonnensänger, Sturmbeschwörer

### Spielbare Rassen
- Mensch
- Erwachter/Erwachte
- Exo

Diese „Rassen“ können dann jede Hüterklasse wählen und sich dadurch besser auf den Kampf vorbereiten. Die Rassen ändern nichts an den Fertigkeiten, nur die Hüterklassen beeinflussen diese.

### Feindliche Rassen

#### Die Gefallenen
Die Gefallenen treten hauptsächlich auf der Erde, dem Mond und der Venus, sowie seit der Erweiterung Haus der Wölfe vereinzelt auf dem Mars auf. Sie werden unterteilt in Geächtete (Fußsoldaten und Nahkämpfer), Schweber (Fliegende kleine Aufklärungstruppen), Vandalen (treten als Assassinen, Scharfschützen und Fußsoldaten auf), Captains (sie sind die örtlichen Kommandeure), Servitoren (elektronische, etwas ranghöhere Soldaten), Archons und die Kells (Oberbefehlshaber der Streitkräfte. Als Beispiele zu nennen sind Skolas, der Endgegner in der Erweiterung Haus der Wölfe und Draksis, der Kell des Hauses des Winters). Alle außer Archons und Kells gibt es auch in anderen Variationen z. B. Plünderer, Älteste...
Die Gefallenen sind in verschiedene Häuser aufgeteilt, ähnlich der Adelshäuser der Menschen. Diese Häuser sind auf verschiedenen Planeten tätig um die Herrschaft über ebendiese zu erlangen. Einzig das Haus des Urteils der Gefallenen ist ein Verbündeter der letzten Stadt, sowie des Riffs. Bekannte Feindhäuser sind das Haus des Exils, der Könige, der Teufel, des Winters und der Wölfe. Letzteres wird besonders in der zweiten Erweiterung Haus der Wölfe thematisiert.

#### Die Schar
Die Schar ist die Brut der Dunkelheit. Sie kommt vor allem auf dem Mond und nach Jahrhunderten seit Kurzem wieder auf der Erde vor. In der dritten Erweiterung kommt noch das Grabschiff in den Ringen des Saturns als Scharschiff dazu. Unter der Schar gibt es viele verschiedene Soldaten. Die untersten Klassen sind die Leibeigenen (Nahkämpfer und Selbstmordattentäter) und die Akolythen (Fußsoldaten). Andere Einheiten sind die Ritter (Schwertträger und Fußsoldaten), Hexen (sozusagen Scharfschützen nur als Salven) und Oger (Große Fern- und Nahkämpfer). Alle außer Oger gibt es auch in anderen Variationen z. B. Auserwählte, Göttliche...
Ihr Ziel ist es, das Licht des Reisenden vollständig zu zerstören. Um sie daran zu hindern, werden Hüter ausgesandt, um Wissen und Schwachpunkte der Schar zu studieren. Des Weiteren werden ihre Befehlshaber angegriffen und unschädlich gemacht. Es gibt auch hier wie bei den Gefallenen eine Einteilung, z. B. der Verborgene Schwarm, Blut des Oryx...

##### Schargötter

###### Crota
Crota ist Oryx' Sohn. Er wird im Grundspiel zunächst nur erwähnt und seine vergangenen Taten beschrieben. So ist er der Zerstörer des Mondes sowie der Mörder Tausender Hüter. In der ersten Erweiterung Dunkelheit lauert werden er und sein Gefolge genauer beleuchtet. So beginnt man die Jagd nach ihm und seiner Gefolgschaft, die schließlich im Raid Crotas Ende mit seinem Tod ihr Ende nimmt. In der dritten Erweiterung König der Besessenen werden sein Leben sowie sein Tod und die daraus entstandenen Konsequenzen nochmals beleuchtet.

###### Xivu Arath
Kriegsgöttin der Schar, sowie eine der drei großen Schar Schwestern. Diese spielt jedoch erst in Destiny 2 eine Rolle.

###### Savathun
Schargöttin der Täuschung und ebenfalls eine der drei großen Schar Schwestern neben Oryx und Xivu Arath.

###### Oryx
Oryx ist ein Gott der Schar, der König der Besessenen sowie der Vater von Crota und seinen Töchtern Ir Halak und Ir Anûk. Seinen ersten Auftritt hat er in vereinzelten Sprachfetzen im Grundspiel, sowie persönlich in der dritten Erweiterung König der Besessenen. Grund für sein Erscheinen ist der Tod seines Sohnes Crota, der von den Hütern in der ersten Erweiterung Dunkelheit lauert zur Strecke gebracht wurde. Oryx' Schlachtschiff ist das Grabschiff, das sich in den Ringen des Saturns befindet. Seine Motivation ist ungebrochen, sodass er im ganzen Sonnensystem sogenannte „Echos“, also Abbilder seiner selbst verstreut hat. Ihre Aufgabe ist die Versklavung der anderen Gegnerrassen, um sie in Besessene zu verwandeln, sowie die Tötung des Spielers. Dadurch kommt es im Verlauf der Story immer wieder zu Auseinandersetzungen zwischen besagten Hütern und seinem Echo, um ihn zu töten oder seinen Willen zu nehmen. Dieser Kampf spitzt sich schließlich in der letzten Mission der Erweiterung zu, sodass man Oryx persönlich gegenüber steht. Seinen Tod sowie den seiner Töchter besiegelt er im Raid-Königsfall.

#### Die Besessenen
Die Besessenen bestehen aus Kämpfern aller vier Rassen (natürlich ausgenommen sind die Exos, Menschen und Erwachten), die im Sonnensystem vertreten sind. Sie treten auf jedem Planeten und dem Grabschiff auf. Außerdem gibt es auf jedem Planeten besondere Events, bei denen sie Gebiete korrumpieren und Hüter, die zufällig patrouillieren, sie zurückschlagen müssen. Gefallene, Vex und Kabale wurden zwangsrekrutiert und mit Gewalt ihrem Willen beraubt. Bei der Schar ist es anders. Es werden beispielsweise Widerständler, die gegen Oryx rebellieren, oder im Kampf Verletzte rekrutiert. So wird ein Oger nach einem Kampf, der ihn hätte töten sollen, von Oryx zwangsrekrutiert. Die Besessenen sind in vielerlei Hinsicht besonders. Ihre Körper glühen weiß und manche sind von Folter verzerrt. Alle Besessenen besitzen jeweils andere Fähigkeiten als ihre Originale. Da sie keinen eigenen Willen besitzen, kämpfen sie gegen jeden ihrer ehemaligen Spezies sowie gegen die anderen Rassen, mit Ausnahme der Schar, von der sie unterworfen und nun beim Kampf unterstützt werden.

#### Die Vex
Die Vex sind Roboter und Kampfmaschinen, die in der Zeit verloren gegangen sind. Sie werden alle von einem Verstand, ihrem Kollektiv, geleitet. Die Vex reisen durch Raum und Zeit, weshalb sie trotz der im Grundspiel vom Spieler durchgeführten Zerstörung des Herzens ihrer Geburtsstätte, dem schwarzen Garten, weiterhin existieren. Alle Vex außer dem Minotaurus und der Hydra haben einen sehr großen, runden Plattenkopf. Die kritische Hitbox liegt bei den Goblins und Hobgoblins nicht am Kopf, sondern in ihrem weiß gefärbten Rumpf. Der Minotaurus hat keine kritische Schwachstelle und die Hydra ist an ihrem Auge gut verwundbar. Alle Vex haben nur ein Auge.
Die Vex sind ebenfalls in fünf Klassen eingeteilt. Die Goblins (Fußsoldaten), die Hobgoblins (Scharfschützen, welche, sofern sie nicht an ihrem kritischen Punkt getroffen werden, sich für kurze Zeit in eine Solar-Stase hüllen und währenddessen unverwundbar sind), die Harpyen (schwebende Kampfdrohnen), die Minotauren (große, schwere Fußsoldaten) und die Hydras (schwebende, große Kampfdrohnen mit Schild; feuern Explosivgeschosse). Nicht als Fußsoldaten, sondern als Geschütz zählen die fest stehenden Zyklopen, welche sich wie Hydras verhalten, jedoch nur unbeweglich und ohne Schild aufgebaut sind.
Die Vex sind die einzige Rasse, welche nicht durch Schiffe spawnt, sondern zum Kampf teleportiert wird. Hydras gibt es auch in anderen Variationen z. B. Schüler, Axis… Die Einteilung bei den Vex lautet Heze-Korrektiv, Heze.Protektiv, Virgo-Prohibition und Sol-Spalter.

#### Die Kabale
Die Kabale sind eine humanoide, sehr groß gewachsene und massige Spezies. Aufgrund ihrer enormen Masse und ihrer schweren Rüstung (welche sie am Leben erhält und unter Druck steht, da auf ihrem Heimatplaneten eine weitaus höhere Schwerkraft herrscht) können sie sich nur sehr schwerfällig fortbewegen. Daher sind die meisten Einheiten mit Jetpacks ausgerüstet, um sich beweglicher zu machen. Die Kabale sind alle dem Kaiser auf ihrer weit entfernten Heimatwelt unterstellt und strategische Kriegsherren. Ihre Einheiten bestehen aus den Psions (kleine Fußsoldaten mit „psionischen“, telepathischen Kräften, womöglich eine völlig andere Spezies als die Kabale, treten auch als besonders mächtige Psion-Operanten und Psion-Schinder auf), den Legionären (die unterste Klasse der Kabal-Fußsoldaten), den Phalangen (in der Einzahl Phalanx, Fußsoldaten wie die Legionäre, jedoch mit einem tragbaren Schild ausgestattet), den Zenturios (Anführer kleinerer Einheiten, welche mit Solarschild und Raketenwerfern ausgestattet sind) und den Kolossen (schwere Fußsoldaten, aufgrund ihrer noch größeren Masse ohne Jetpacks, dafür mit schwerem Maschinengewehr, ähnlich einer Minigun, und Raketenwerfern ausgestattet). Zudem haben die meisten Einheiten außer dem Koloss sogenannte Kugelwerfer (große Gewehre). Alle gibt es auch in anderen Variationen z. B. Imperiale, Operanten…
Die Kabal-Einheiten werden von ihren Oberbefehlshabern angeführt. Die unterste Form ist der Bracus, danach kommt der Val und der Valus und die höchste im Spiel bekannte Führungsposition ist der Primus. Sie alle unterstehen dem Kaiser.
Die Kabale treten ausschließlich auf dem Mars (im Grundspiel) und seit König der Besessenen auch auf dem Grabschiff (hauptsächlich in und vor ihrem dort zwangsabgestürzten Schiff) auf. Transportiert werden sie in Ernteschiffen. Zu weiteren Transportfahrzeugen zählt der durch vier Auftriebsdüsen angetriebene, schwebende Goliathpanzer und die Abfänger (kleine Kampfschiffe), welche auch vom Spieler fahrbar sind.
Wie die Gefallenen, die Vex und die Schar, haben die Kabale auch eine Einteilung. Dazu zählen die nur auf dem Mars vertretenen Staubriesen, Sandfresser, Besatzungstänzer und die Blinde Legion. Die Himmelsbrenner sind nur auf ihrer in Erweiterung 3 (König der Besessenen) von Besessenen überrannten Kommandobasis auf dem Asteroiden Phobos sowie auf dem Grabschiff vertreten.

### Spielmodi
Wie bei vielen anderen Loot-Shooter-Spielen auch liegen die Hauptaktivitäten im High-Levelbereich. Zu Beginn des Spiels steht einem nur der Storymodus offen, wobei jede einzelne Mission in drei wählbaren Schwierigkeitsstufen absolviert werden kann. Mit jeder beendeten Aktivität erhöht sich dabei die Spielererfahrung, wodurch Levelaufstiege erreicht werden. Neben der Story besteht auch die Möglichkeit, gegen andere Spieler im Schmelztiegel anzutreten. Dies ist der PvP-Modus in der Welt von Destiny, der einem schon kurz nach Beginn zur Verfügung steht. Hier bietet Destiny eine große Vielfalt an verschiedenen Modi und Spielwelten, z. B. 6 gegen 6 mit und ohne Zoneneinnahme, 3 gegen 3, Jeder gegen Jeden und vieles mehr. Neben dem PvP und Storymissionen kann man alle bisher freigeschalteten Planeten in der Patrouille besuchen und ohne explizite Vorgaben die Welt erkunden. Kleine Aufträge sind dabei jederzeit annehmbar.
So richtig startet Destiny jedoch erst, wenn ein Spieler Level 20 (bzw. ab Jahr 2 Level 40) erreicht hat. Ab diesem Moment kann das Level nicht mehr durch Abschließen bestimmter Aktivitäten erhöht werden, sondern dafür benötigt es spezielle Ausrüstungsgegenstände. Die entscheidende Eigenschaft wird „Lichtlevel“ genannt, die auf den Ausrüstungen enthalten sein muss. Im Grundspiel von Destiny konnte das Lichtlevel so auf 30 angehoben werden, DLC 1 und 2 ermöglichten Level 32 bzw. 34. Das im September 2015 erschienene Destiny-Erweiterungspaket König der Besessenen, mit welchem das Jahr 2 von Destiny eingeleitet wurde, führte zu einigen Änderungen im Spielsystem, z. B. wurde das maximal erreichbare Level von 20 auf 40 angehoben und das gesamte Lichtlevel-System wurde überholt. Ab dem Maximallevel stehen den Hütern die meisten Aktivitäten offen. Es gibt Strike-Spiellisten, die immer im Dreierteam absolviert werden. Hat man selbst keine eigenen Mitspieler, führt die Spielersuche zu einem passenden Dreierteam. Ein Strike ist eine Art besondere Mission mit erhöhtem Schwierigkeitsgrad, die am Ende mit einem Endgegner aufwartet. Die Spiellisten gibt es in verschiedenen Schwierigkeitsniveaus, wobei mit zunehmendem Niveau auch die Belohnungen besser ausfallen. Neben diesen Strike-Spiellisten existieren wöchentlich zwei besondere Varianten, die „Dämmerungsstrike“ und „Wöchentlicher Strike“ genannt werden. Es handelt sich hierbei um besonders schwere Strikes, die wöchentlich wechseln und immer mit verschiedenen Modifikatoren eine Herausforderung darstellen. Während der wöchentliche Strike noch mit dem automatischen Spielersuchen zu einem Dreierteam führt, muss beim Dämmerungsstrike ein eigenes Team mitgebracht werden. Dementsprechend und aufgrund der deutlichen höheren Anforderungen fällt die Belohnung im Allgemeinen erheblich besser aus.
Die Hauptaktivitäten und Stärken von Destiny stellen definitiv die Raids dar, die mit Die gläserne Kammer, Crotas Ende und dem Königsfallraid drei Herausforderungen bieten, wobei letztere beiden aus Erweiterungen stammen. Neben einem hohen Level sind hier Teamwork und Durchhaltevermögen gefordert. Neben den Raids gibt es seit dem Erscheinen der zweiten Erweiterung (Haus der Wölfe) auch Das Gefängnis der Alten. Während die Raids (besonders zu Beginn) ein starkes Sechserteam und Taktiken verlangen, kann das Gefängnis der Alten nur in Dreiergruppen (oder weniger) absolviert werden. Die Raids gibt es jeweils in zwei, das Gefängnis der Alten besitzt vier Schwierigkeitsstufen.

## Erweiterungen
Für das Hauptspiel sind zweimal im Jahr Erweiterungen geplant. Danach soll immer eine große Erweiterung folgen, welche von den Entwicklern selbst nicht als einfache Erweiterung gesehen wird, sondern als komplett neuen Abschnitt im Destiny-Universum.

### Dunkelheit lauert
In der ersten Erweiterung Dunkelheit lauert beauftragt „Eris Morn“ die Hüter, sich der vom Mond ausgehenden Bedrohung durch die Schar anzunehmen und letztlich in einem neuen Raid Crotas Ende, Crota den Sohn von Oryx und dessen Schergen zu bezwingen.

### Haus der Wölfe
Die zweite Erweiterung Haus der Wölfe führt die Hüter in das sogenannte Riff. Dort bittet die Königin der Erwachten die Hüter um Unterstützung im Kampf gegen das neu entstandene „Haus der Wölfe“ der Gefallenen, unter ihrem betrügerischen Anführer „Skolas“ dem Kell der Kells. Die Hüter sollen ihn aufspüren und jagen, damit die Königin ihn für seine grauenhaften Verbrechen am Volk der Erwachten zur Rechenschaft ziehen kann und ihn im „Gefängnis der Alten“ inhaftieren kann.
Diese Erweiterung fügt keinen Raid zum Spielinhalt hinzu, dafür aber einen Arenamodus (Gefängnis der Alten), in welchem die Hüter sich gegen Gegnerwellen aller feindlichen Rassen behaupten müssen. Dies kann der Spieler in jeweils unterschiedlichen Schwierigkeitsstufen absolvieren, die sich auch von den Gegnertypen und Modifikatoren der insgesamt fünf Runden unterscheiden. Auf der höchsten Schwierigkeitsstufe tritt man in der finalen Runde immer gegen Skolas an.
Auch für den PvP wurde eine weitere Endspiel-Aktivität hinzugefügt, die sogenannten „Prüfungen von Osiris“, zu denen die Hüter nur mit einem „Prüfungsticket“ Zugang erhalten. Ziel ist, möglichst neun Siege in Folge zu erlangen, ohne eine Niederlage; schafft dies ein Einsatztrupp, bestehend aus drei Hütern, gelangen diese auf den Turm auf Merkur, wo die Beute auf die Spieler wartet. Für die Prüfungen wurde extra ein Schmelztiegel-Modus entworfen: Eliminierung. Bei diesem Modus tritt der Spieler mit zwei weiteren Hütern gegen ein anderes Dreierteam in mehreren Runden an.

### Destiny: König der Besessenen
Destiny: König der Besessenen stellt die erste große Erweiterung dar, welche auch separat im Handel seit dem 15. September 2015 erhältlich ist.
Nach dem Tod von Crota schwor sein Vater Oryx Rache an jenen Hütern zu nehmen, welche seinen Sohn töteten. Deshalb nimmt er nun mit seinem Gefolge Kurs auf das Sonnensystem der Erde und beschwört die „Besessenen“, die die Hüter besiegen sollen. Gemeinsam mit Eris und der Vorhut nimmt der Hüter die Jagd auf den König auf und erhält ein neues Repertoire an Fähigkeiten und Waffen.
Die Erweiterung enthält:
- eine komplett neue Patrouillenkarte (Oryx Schiff in den Ringen des Saturn)
- acht neue Storymissionen
- vier Strikes sowie überarbeitete „Besessenen“-Varianten einiger alter Strikes
- einen neuen Raid (Gegen Oryx)
- eine Menge exotischer Quests, durch die neue mächtige Waffen erhältlich werden
- acht neue PVP-Karten
- zwei neue PVP-Modi
- drei neue Subklassen, eine pro Klasse
- unzählige neue Waffen und Rüstungen, über 20 neue exotische Gegenstände
- eine neue Waffenart: Schwerter, drei legendäre, welche durch eine lange Quest exotisch werden
- sowie viele, das Gameplay verbessernde und verändernde, Erweiterungen und Änderungen[6]

### Das Erwachen der Eisernen Lords
Am 9. Juni 2016 kündigte Bungie mit Das Erwachen der Eisernen Lords bzw. Rise of Iron die nächste Erweiterung an, die am 20. September 2016 für die PlayStation 4 und Xbox One erschien. Innerhalb einer neuen Story-Kampagne reist der Spieler in die Verseuchten Lande, wobei es sich um einen neuen Ort auf der Erde handelt. Im Rahmen der gamescom 2016 wurde die Erweiterung mit einem Gamescom Award in der Kategorie Best Add-On/DLC ausgezeichnet.
Die Erweiterung enthält:
- neue Story-Kampagne & Suchen
- neue Rüstung und Ausrüstung
- neue Waffen
- neuer Raid
- erhöhtes Licht-Level-Limit
- neuer Strike
- neue Zone „Verseuchte Lande“ & neuer Treffpunkt
- neuer Schmelztiegel-Modus & neue Karten
- neue Gegnergruppe und Bosse[8]

## Entwicklung
Die Marke Destiny wurde am 20. Juli 2009 von Podophobia Entertainment registriert, die sich als Bungie-Tochter herausstellte. Spätestens ab diesem Zeitpunkt wurde es unter der internen Bezeichnung „Project Tiger“ entwickelt.
Auf der E3 2013 wurde es der Öffentlichkeit vorgestellt. Im Gegensatz zu Bungies Spieleserie Halo, die noch mit Microsoft als Partner vermarktet wurde, ist kein Offline-Modus mehr angedacht. Eine Adaption für PC wurde nicht ausgeschlossen, jedoch nicht verwirklicht.
Das Online-Magazin 4Players spekuliert darüber, ob der späte Herbsttermin der Veröffentlichung gewählt wurde, um nicht zu zeitnah mit dem Mehrspieler-Ego-Shooter Titanfall konkurrieren zu müssen, der im März 2014 (nur für Xbox und PC) veröffentlicht wurde. Die Beta-Version von Destiny war im Sommer 2014 für die PlayStation- und Xbox-Benutzer verfügbar, wobei die PlayStation-Beta neun Tage verfügbar war und die Xbox lediglich fünf Tage.
Der Soundtrack wurde von Martin O’Donnell und Michael Salvatori komponiert. An der Titelmusik wirkte Beatles-Bassist Paul McCartney mit. Die Entwicklungskosten werden auf rund 500 Millionen US-Dollar geschätzt.
Destiny ist zum Veröffentlichungszeitpunkt nicht nur das am häufigsten vorbestellte Computerspiel, sondern konnte bereits am ersten Verkaufstag die Entwicklungskosten wieder einspielen. Laut offiziellen Angaben konnte Destiny mehr als 500 Millionen US-Dollar am ersten Verkaufstag einbringen.
Im Juli 2016 gaben die Entwickler bekannt, dass ab dem 16. August 2016 der aktive Support für die PlayStation 3 und Xbox 360 eingestellt werden. Fortan erhalten diese Versionen keine größeren Updates und Inhalte mehr.

## Rezeption
Trotz des großen Erfolges des Spiels gibt es auch kritische Töne aus der Community und den Medien. Besonders kritisiert werden die schlechten Serververbindungen, insbesondere in Zusammenhang mit dem PvP. Des Weiteren beschweren sich die Spieler immer wieder über zu wenig Content sowie ein schlechtes Storytelling.
Darüber hinaus existieren YouTube-Videos, welche bereits kurz nach der Veröffentlichung des Spiels Inhalte der geplanten DLCs Dunkelheit lauert und Haus der Wölfe zeigten, welche man mithilfe von Fehlern im Spiel („Glitches“) erreichen konnte. Deshalb werden auch dahingehend Kritiken aus den Reihen der Spieler immer lauter, dass der ganze Spielinhalt, für den sie nochmal extra bezahlen sollten, doch schon seit Veröffentlichung im Spiel enthalten war und den Inhalt der kommenden DLCs bereits erworben hätten, wenn auch nur teilweise.
In einer Reportage hat der Spielejournalist Jason Schreier von Kotaku recherchiert, dass die Entwicklung des Spiels mit zahlreichen Problemen verbunden war. So wurde unter anderem die komplette Story und das Missionsdesign mitten in der Entwicklung rebootet und dabei zahlreiche Elemente des Originalkonzepts auf dem Spiel entfernt, die dann wiederum später als DLCs eingepflegt wurden. Darunter litt nicht zuletzt die Handlung des Spiels, die teils wirr und widersprüchlich erschien. Demnach ähnelte das fertige Spiel nur noch entfernt dem ambitionierten Originalkonzept.

### Auszeichnungen
- The Game Awards 2014[17]
  - Bestes Onlinespiel
  - Bester Soundtrack
- DICE Awards 2015[18]
  - Action Game of the Year
  - Outstanding Achievement in Online Gameplay
  - Outstanding Achievement in Original Music Composition
  - Outstanding Achievement in Sound Design
- Game Developers Choice Awards[19]
  - Beste Technik
- British Academy Video Games Awards 2015[20]
  - Spiel des Jahres
- SXSW Gaming Awards[21]
  - Excellence in Technical Achievement

## Fortsetzung
Am 6. September 2017 erschien mit Destiny 2 der offizielle Nachfolger für PS4 und Xbox One. Die PC-Umsetzung folgte am 24. Oktober. Destiny 2 stellt jedoch keine Fortsetzung im herkömmlichen Sinne dar, sondern ist eher als ein Neustart zu verstehen: Aus dem Vorgänger lässt sich nur das Aussehen von Charakteren übernehmen – erspielte Ausrüstung und Fähigkeiten gehen verloren. Alle Spieler fangen wieder von vorne an.